# Osiky (hrad)
Osiky jsou zaniklý hrad v katastrálním území Synalov v okrese Brno-venkov, nedaleko obce Osiky. Hrad byl založen ve třináctém století, ale nedochovaly se o něm žádné písemné prameny. Jeho terénní pozůstatky jsou chráněny jako kulturní památka České republiky.

## Historie
Starší literatura uvádí, že se jedná o hrad Levnov, ale ten v roce 1971 Vladimír Voldán přesvědčivě ztotožnil s hradem u Ketkovic. Miroslav Plaček v roce 1986 navrhl hypotetickou možnost spojení pozůstatků hradu s blíže neznámou lokalitou Zuzinov, na níž byl roku 1250 kastelánem Kuna ze Zbraslavi a Kunštátu. Někdy po roce 1250 okolní krajinu získali Tasovci, a Vznata z tohoto rodu před rokem 1281 založil hrad Lomnici. Podle nalezené keramiky byl hrad založen v polovině třináctého století, případně snad i krátce před ní.

## Stavební podoba
Za staveniště hradu byl zvolen výběžek z větší plošiny, od níž je oddělen čtvrtkruhovým příkopem širokým deset až jedenáct metrů a dva metry hlubokým. Příkop je na vnitřní straně lemován plochou předhradí širokou dvanáct až osmnáct metrů. Oba konce předhradí přechází v obvodový val, který se na jižním konci napojuje ke svahům mírně ukloněné terasy na opyši. Hradní jádro s rozměry 48 × 45 metrů má přibližně šestiboký půdorys. Na severní straně se dochoval drobný val, který je pozůstatkem obvodového opevnění. U západní strany jádra jsou patrné stopy zástavby.

## Fotogalerie

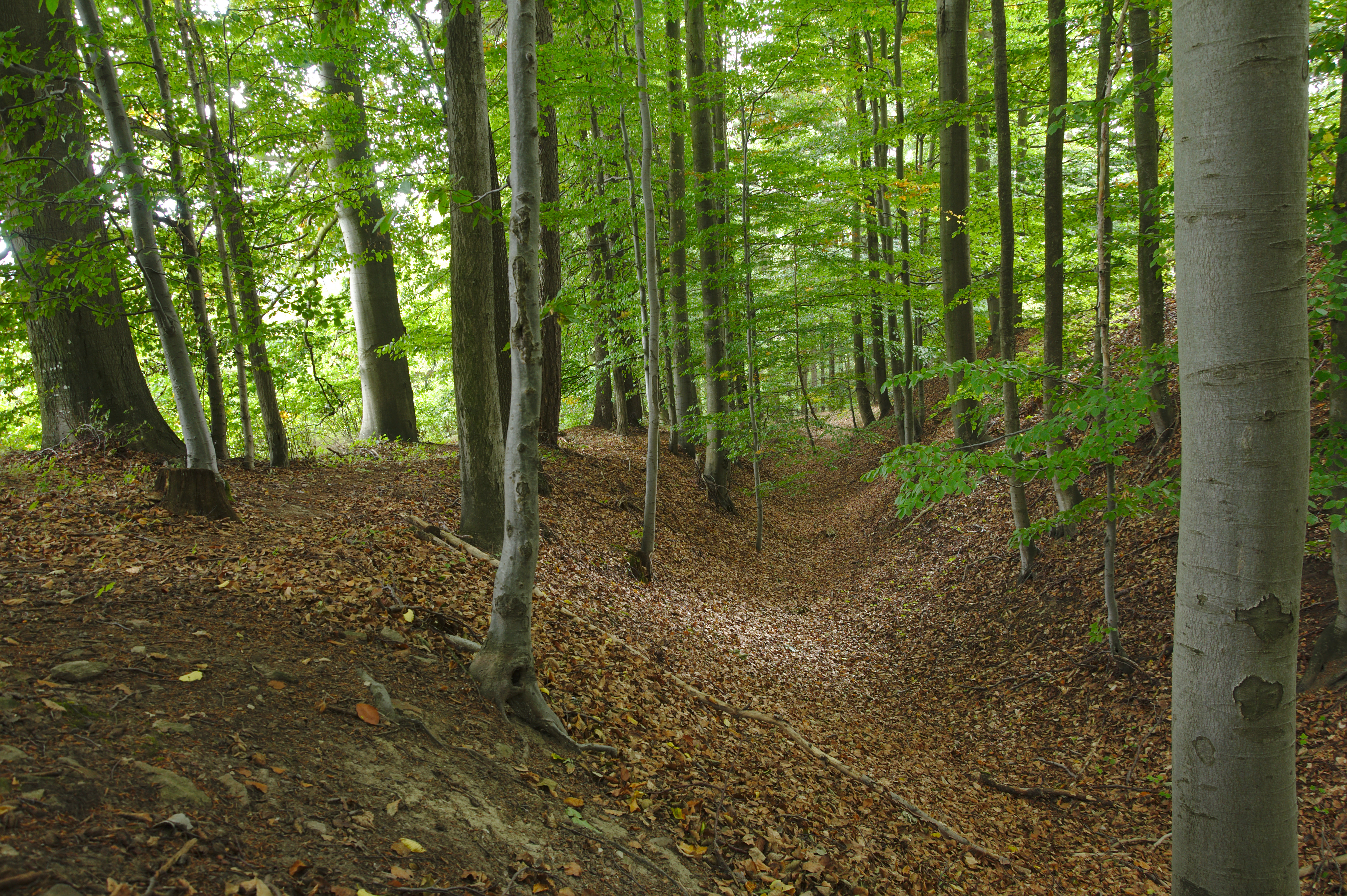
Příkop
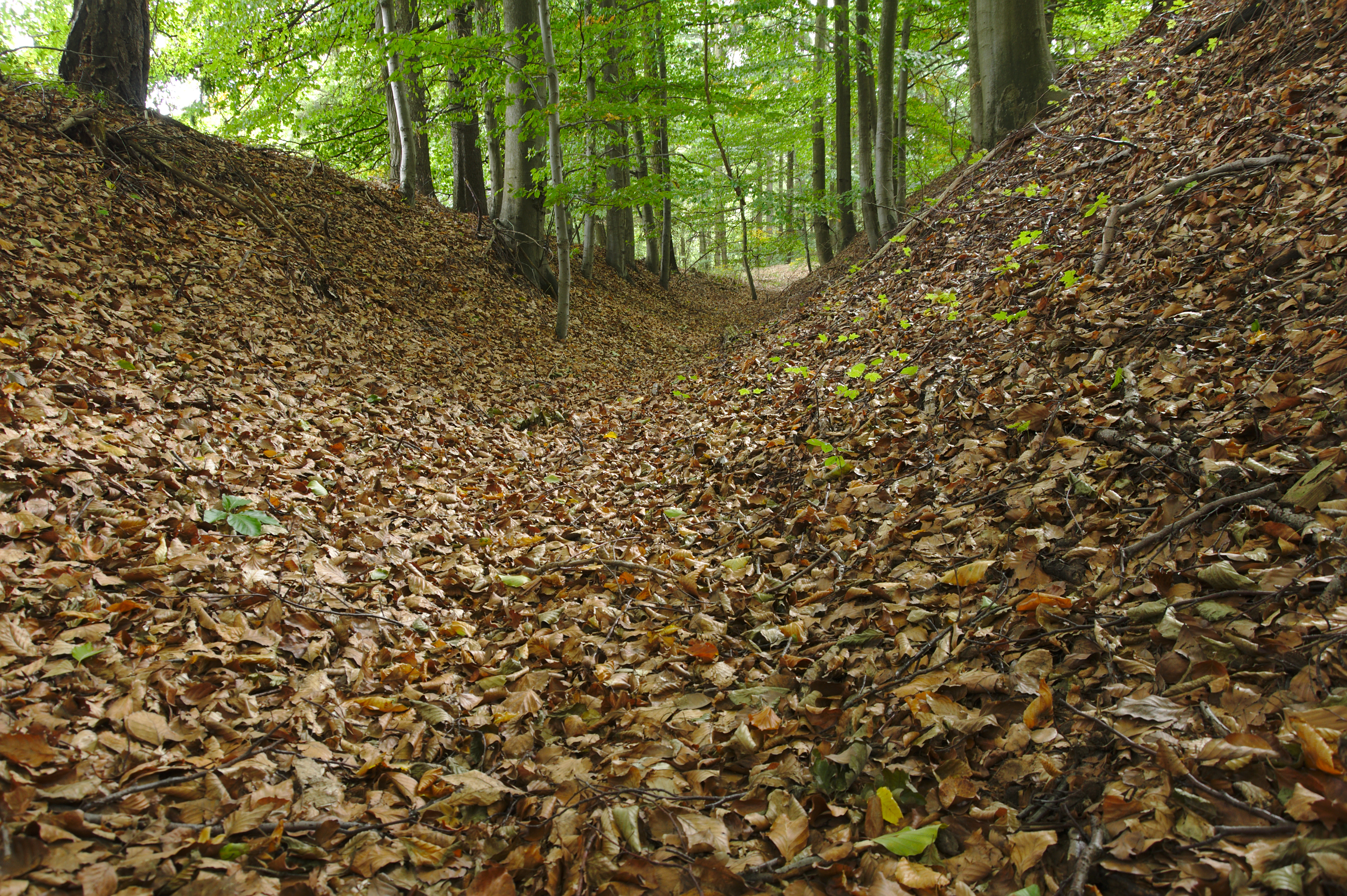
Příkop
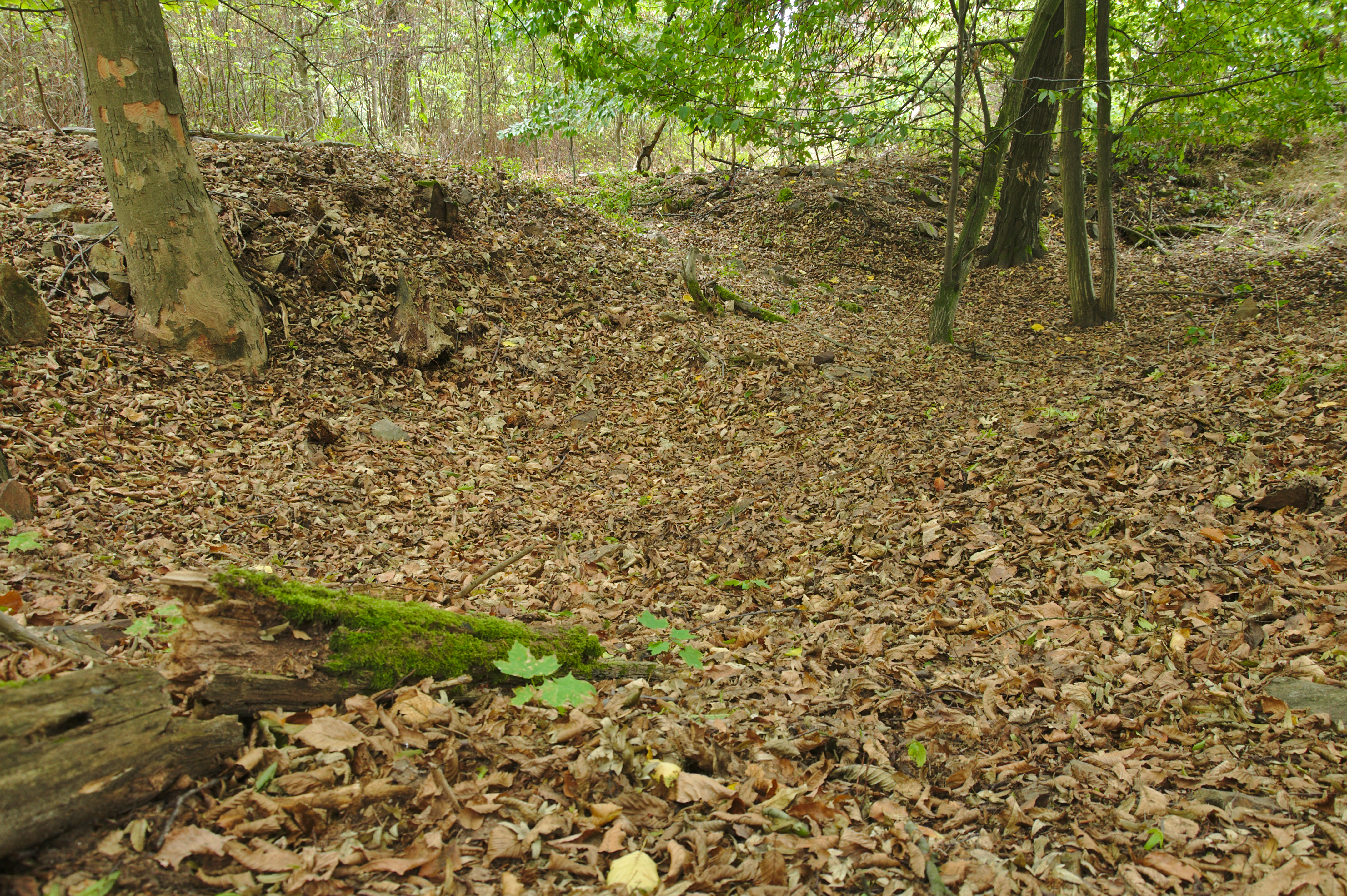
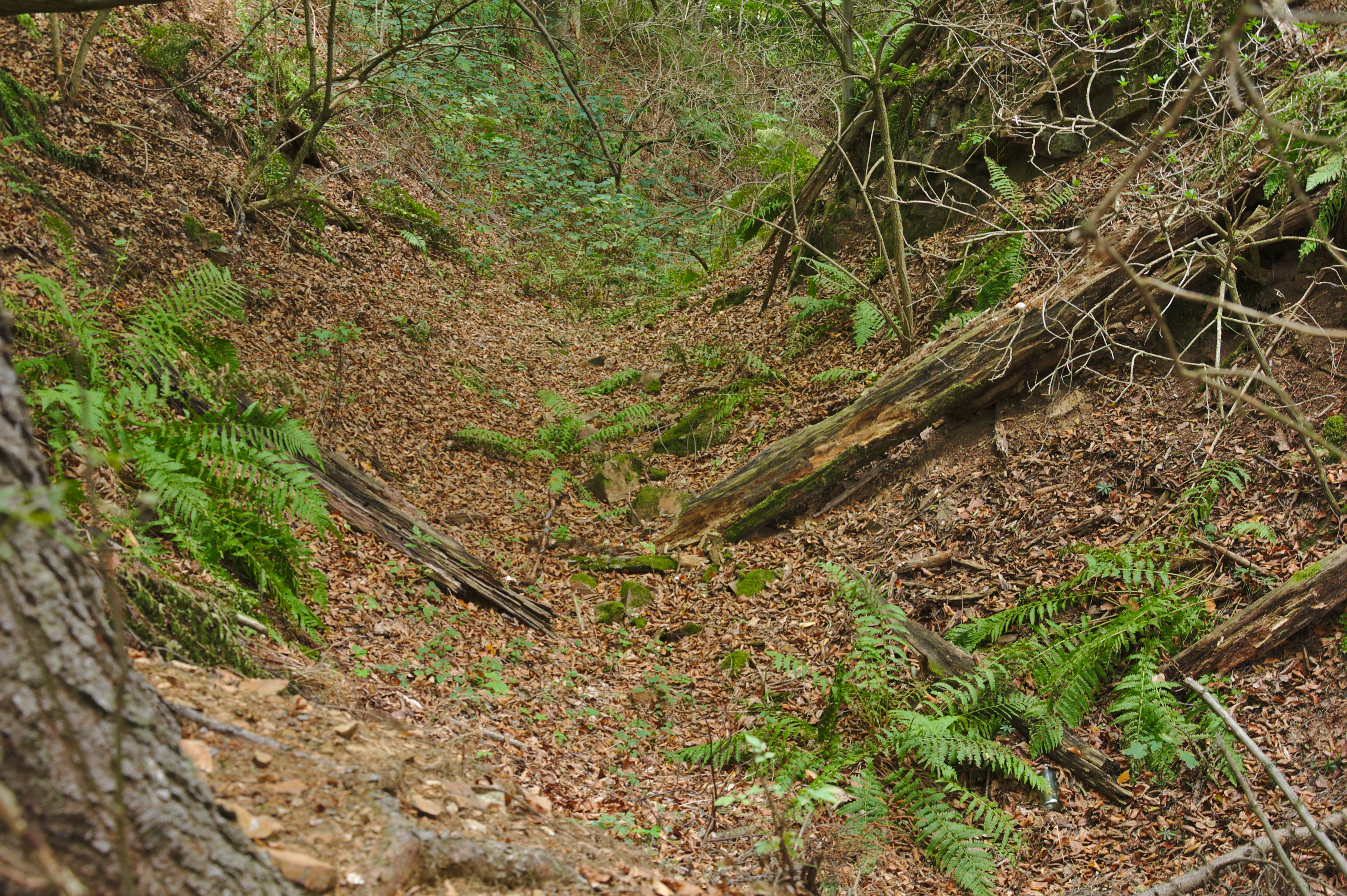